# إسقاط بون

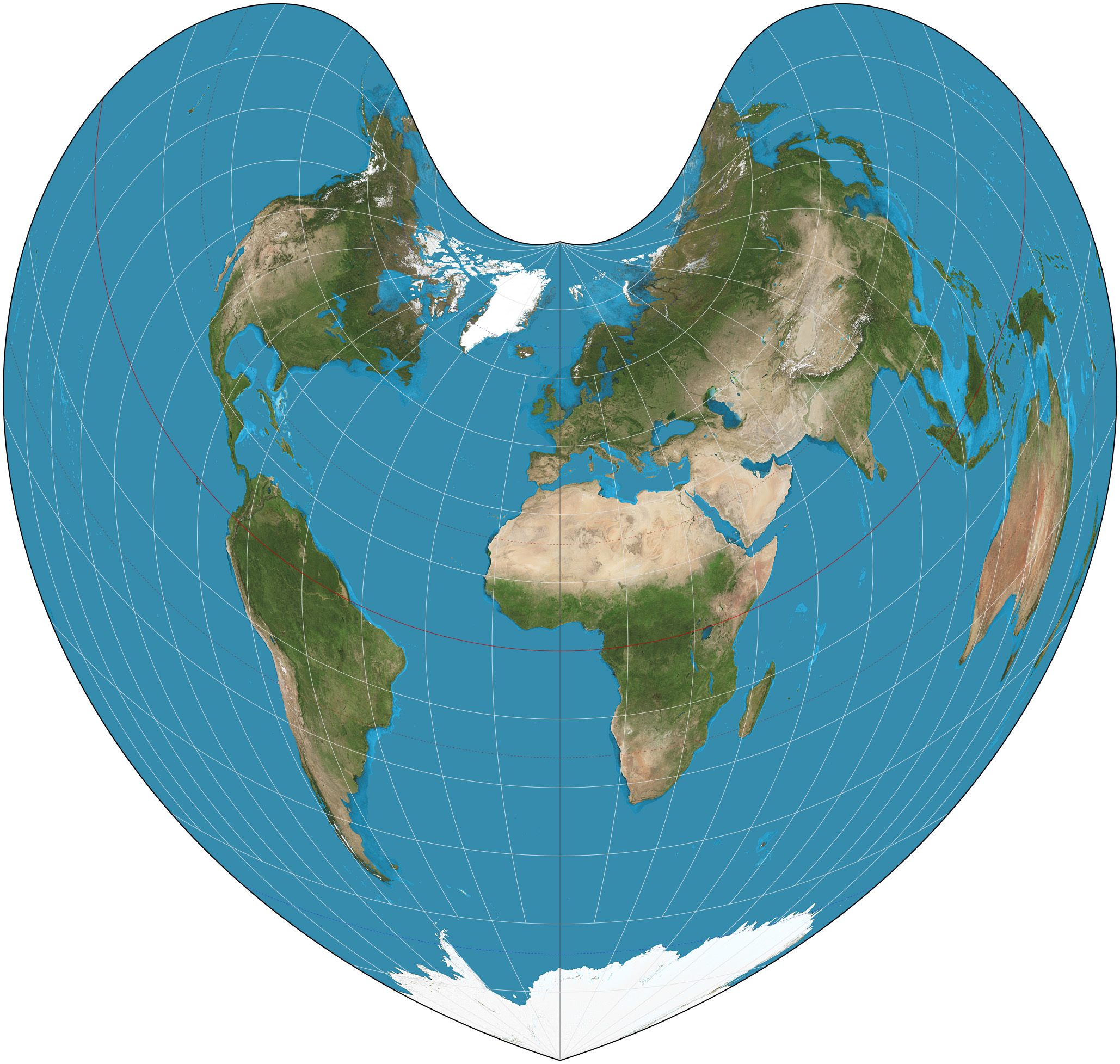
إسقاط بون للعالم ، خط العرض القياسي عند 45 درجة شمالاً.

Bonne_with_Tissot%27s_Indicatrices_of_Distortion.svg.png

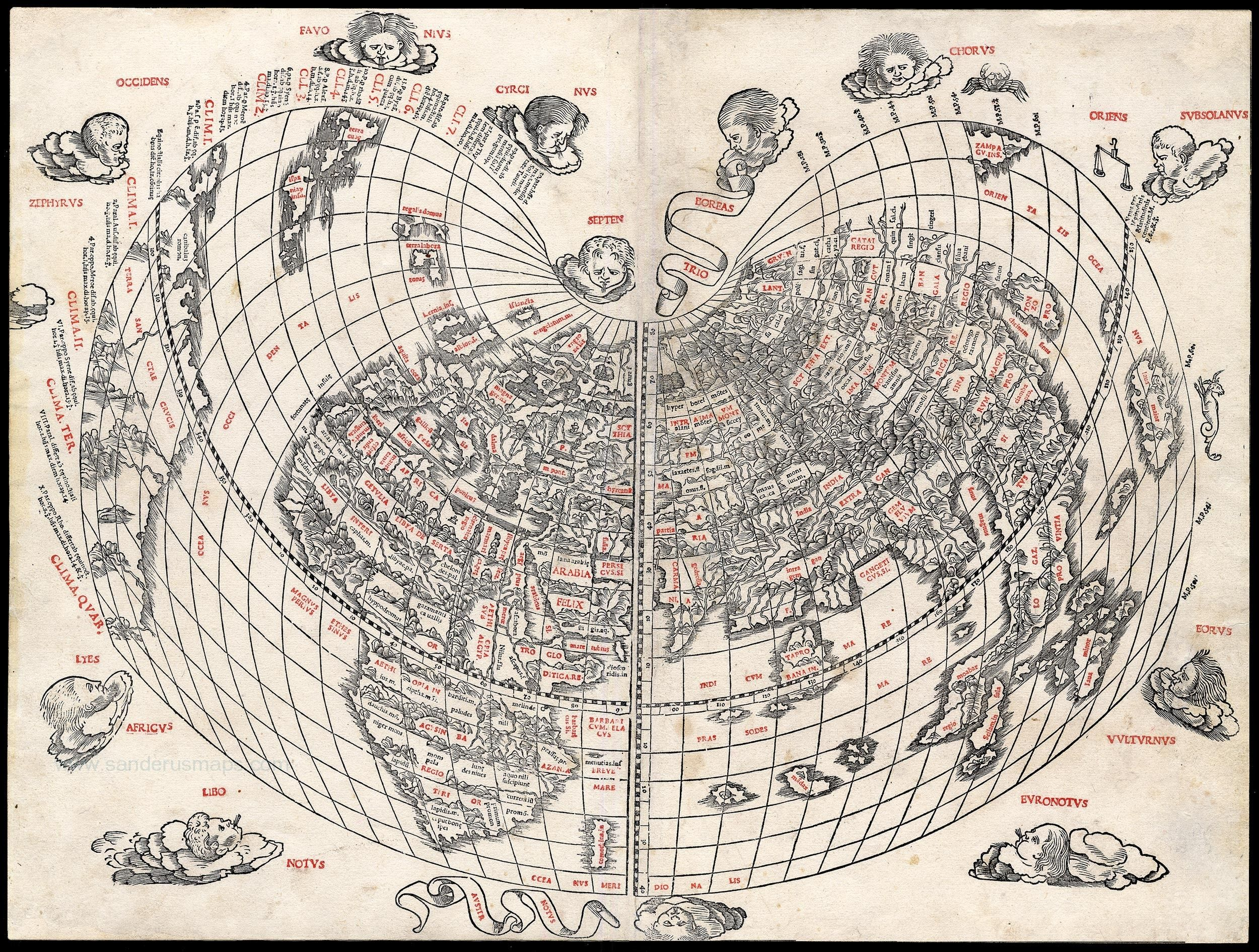
خريطة العالم بواسطة برنارد سيلفانوس ، 1511

يُعد إسقاط بون  (بالإنجليزية: Bonne projection) إسقاطًا شبه مخروطي لخريطة متساوية المساحات، ويُطلق عليه أحيانًا اسم ديبو دو لا غار dépôt de la guerre ،  :104 فلامستيد Flamsteed  معدل،  :104أو إسقاط  سيلفانوس Sylvanus .  :92على الرغم من تسميته على اسم ريجوبرت بون (1727-1795)، كان الإسقاط قيد الاستخدام قبل ولادته، في عام 1511 من قبل سيلفانوس، هونتر في عام 1561، وديليل قبل عام 1700 وكورونيلي في عام 1696. كانت استخدامات سيلفانوس وهونتر متقاربة، ولكن ليس من الواضح أنهما يقصدان أن يكونا نفس الإسقاط. :60
يحافظ إسقاط بون على الأشكال الدقيقة للمناطق على طول خط الزوال المركزي وخط العرض القياسي، ولكنها تتشوه تدريجياً بالابتعاد عن تلك المناطق. وبالتالي، فإنه يوفر أفضل خرائط للمناطق التي على شكل "t". تم استخدامه على نطاق واسع لخرائط أوروبا وآسيا.  :61
يُعرّف الإسقاط على الشكل التالي:
{\displaystyle {\begin{aligned}x&=\rho \sin E\\y&=\cot \varphi _{1}-\rho \cos E\end{aligned}}}
حيث
{\displaystyle {\begin{aligned}\rho &=\cot \varphi _{1}+\varphi _{1}-\varphi \\E&={\frac {(\lambda -\lambda _{0})\cos \varphi }{\rho }}\end{aligned}}}
و φ هو خط العرض، وλ هو خط الطول، و λ0 هو خط الطول لخط الزوال المركزي، وφ1 هو خط العرض القياسي للإسقاط.
خطوط العرض هي أقواس دائرية متحدة المركز، والمقياس صحيح على طول هذه الأقواس. لا يتم تشويه الأشكال على خط الطول المركزي وخط العرض القياسي.
يُعطى الإسقاط العكسي بواسطة:
{\displaystyle {\begin{aligned}\varphi &=\cot \varphi _{1}+\varphi _{1}-\rho \\\lambda &=\lambda _{0}+{\frac {\rho }{\cos \varphi }}\arctan \left({\frac {x}{\cot \varphi _{1}-y}}\right)\end{aligned}}}
حيث
{\displaystyle \rho =\pm {\sqrt {x^{2}+\left(\cot \varphi _{1}-y\right)^{2}}}}
بأخذ علامة φ 1 .
تشمل الحالات الخاصة لإسقاط بون الإسقاط الجيبي، عندما تكون φ1 صفرًا (أي خط الاستواء)، وإسقاط ويرنر، عندما تكون φ1 تساوي 90 درجة (أي القطب الشمالي أو الجنوبي).
يمكن النظر إلى إسقاط بون على أنه إسقاط وسيط لتحويل إسقاط ويرنر إلى إسقاط جيبي؛ إسقاط بوتوملي يمكن ان يكون وسيطا بديلا.

## روابط خارجية
- جدول أمثلة وخصائص جميع الإسقاطات الشائعة ، من موقع rootcartography.net
- تطبيق Java صغير تفاعلي لدراسة التشوهات المترية لإسقاط Bonne
- إسقاط بون (wolfram.com)